# Pataan
Pataan is een bestuurslaag in het regentschap Lamongan van de provincie Oost-Java, Indonesië. Pataan telt 3214 inwoners (volkstelling 2010).